# Indian Wells Open 2010
L'Indian Wells Open 2010, noto come BNP Paribas Open per motivi di sponsorizzazione, è stato un torneo di tennis giocato su campi in cemento. 
È stata la 37ª edizione dell'Indian Wells Open e faceva parte della categoria ATP World Tour Masters 1000 nell'ambito dell'ATP World Tour 2010 e della categoria Premier Mandatory nell'ambito del WTA Tour 2010.
Sia il torneo maschile che quello femminile si sono giocati dall'8 al 21 marzo 2010 all'Indian Wells Tennis Garden di Indian Wells, negli Stati Uniti.

## Partecipanti ATP

### Teste di serie
| Giocatore             | Nazionalità | Ranking* | Testa di Serie |
| --------------------- | ----------- | -------- | -------------- |
| Roger Federer         | Svizzera    | 1        | 1              |
| Novak Đoković         | Serbia      | 2        | 2              |
| Rafael Nadal          | Spagna      | 3        | 3              |
| Andy Murray           | Regno Unito | 4        | 4              |
| Nikolaj Davydenko     | Russia      | 6        | 5              |
| Robin Söderling       | Svezia      | 7        | 6              |
| Andy Roddick          | Stati Uniti | 8        | 7              |
| Marin Čilić           | Croazia     | 9        | 8              |
| Jo-Wilfried Tsonga    | Francia     | 11       | 9              |
| Fernando Verdasco     | Spagna      | 12       | 10             |
| Michail Južnyj        | Russia      | 13       | 11             |
| Juan Carlos Ferrero   | Spagna      | 14       | 12             |
| Gaël Monfils          | Francia     | 15       | 13             |
| David Ferrer          | Spagna      | 16       | 14             |
| Radek Štěpánek        | Rep. Ceca   | 17       | 15             |
| Stan Wawrinka         | Svizzera    | 19       | 16             |
| John Isner            | Stati Uniti | 20       | 17             |
| Gilles Simon          | Francia     | 21       | 18             |
| Sam Querrey           | Stati Uniti | 22       | 19             |
| Tommy Robredo         | Spagna      | 23       | 20             |
| Tomáš Berdych         | Rep. Ceca   | 25       | 21             |
| Ivan Ljubičić         | Croazia     | 26       | 22             |
| Juan Mónaco           | Argentina   | 27       | 23             |
| Jürgen Melzer         | Austria     | 28       | 24             |
| Ivo Karlović          | Croazia     | 29       | 25             |
| Philipp Kohlschreiber | Germania    | 30       | 26             |
| Albert Montañés       | Spagna      | 31       | 27             |
| Thomaz Bellucci       | Brasile     | 32       | 28             |
| Marcos Baghdatis      | Cipro       | 33       | 29             |
| Feliciano López       | Spagna      | 34       | 30             |
| Viktor Troicki        | Serbia      | 35       | 31             |
| Janko Tipsarević      | Serbia      | 36       | 32             |

- Ranking del 1º marzo 2010.

### Altri partecipanti
I seguenti giocatori hanno ricevuto una wild-card per il tabellone principale:
- Robby Ginepri
- Ryan Harrison
- Jesse Levine
- Carlos Moyá
- David Nalbandian

I seguenti giocatori sono entrati nel tabellone principale passando dalle qualificazioni:

- Thiago Alves
- Kevin Anderson
- Brian Dabul
- Ramón Delgado
- Stefan Koubek
- Lu Yen-hsun
- Marinko Matosevic
- Ricardo Mello
- Björn Phau
- Bobby Reynolds
- Tim Smyczek
- Rainer Schüttler

### Giocatori che non hanno partecipato
- Juan Martín del Potro
- Fernando González
- Tommy Haas
- Lleyton Hewitt
- Stan Wawrinka
- Michail Južnyj

## Partecipanti WTA

### Teste di serie
| Giocatrice                  | Nazionalità | Ranking* | Testa di serie |
| --------------------------- | ----------- | -------- | -------------- |
| Svetlana Kuznecova          | Russia      | 3        | 1              |
| Caroline Wozniacki          | Danimarca   | 4        | 2              |
| Viktoryja Azaranka          | Bielorussia | 6        | 3              |
| Elena Dement'eva            | Russia      | 7        | 4              |
| Agnieszka Radwańska         | Polonia     | 8        | 5              |
| Jelena Janković             | Serbia      | 9        | 6              |
| Li Na                       | Cina        | 10       | 7              |
| Samantha Stosur             | Australia   | 11       | 8              |
| Flavia Pennetta             | Italia      | 12       | 9              |
| Marija Šarapova             | Russia      | 13       | 10             |
| Marion Bartoli              | Francia     | 14       | 11             |
| Vera Zvonarëva              | Russia      | 15       | 12             |
| Yanina Wickmayer            | Belgio      | 16       | 13             |
| Kim Clijsters               | Belgio      | 17       | 14             |
| Francesca Schiavone         | Italia      | 18       | 15             |
| Nadia Petrova               | Russia      | 19       | 16             |
| Shahar Peer                 | Israele     | 20       | 17             |
| Zheng Jie                   | Cina        | 21       | 18             |
| Aravane Rezaï               | Francia     | 22       | 19             |
| Al'ona Bondarenko           | Ucraina     | 23       | 20             |
| Daniela Hantuchová          | Slovacchia  | 24       | 21             |
| Sabine Lisicki              | Germania    | 25       | 22             |
| Alisa Klejbanova            | Russia      | 26       | 23             |
| Ana Ivanović                | Serbia      | 27       | 24             |
| Anastasija Pavljučenkova    | Russia      | 28       | 25             |
| Dominika Cibulková          | Slovacchia  | 29       | 26             |
| Ágnes Szávay                | Ungheria    | 31       | 27             |
| María José Martínez Sánchez | Spagna      | 33       | 28             |
| Anabel Medina Garrigues     | Spagna      | 34       | 29             |
| Aleksandra Wozniak          | Canada      | 35       | 30             |
| Gisela Dulko                | Argentina   | 36       | 31             |
| Marija Kirilenko            | Russia      | 37       | 32             |

- Ranking del 1º marzo 2010.

### Altre partecipanti
Le seguenti giocatrici hanno ricevuto una wild-card per il tabellone principale:
- Eléni Daniilídou
- Alexa Glatch
- Justine Henin
- Bethanie Mattek-Sands
- Christina McHale
- Alicia Molik
- Tamira Paszek
- Ajla Tomljanović

Le seguenti giocatrici sono entrate nel tabellone principale passando dalle qualificazioni:

- Akgul Amanmuradova
- Elena Baltacha
- Chan Yung-jan
- Edina Gallovits
- Viktorija Kutuzova
- Michelle Larcher de Brito
- Nuria Llagostera Vives
- Petra Martić
- Shenay Perry
- Cvetana Pironkova
- Sloane Stephens
- Karolina Šprem
- Tamarine Tanasugarn (Lucky loser ha rimpiazzato Anna-Lena Grönefeld)

### Giocatrici che non hanno partecipato
- Kateryna Bondarenko
- Dinara Safina
- Elena Vesnina
- Serena Williams (boicotaggio dal 2001)
- Venus Williams (boicotaggio dal 2001)

## Campioni

### Singolare maschile
Ivan Ljubičić ha battuto in finale  Andy Roddick con il punteggio di 7–6(3), 7–6(5)
- È il 1º titolo dell'anno per Ljubičić, il 10° della carriera. È stato il suo 1º Masters 1000.

### Singolare femminile
Jelena Janković ha battuto in finale  Caroline Wozniacki con il punteggio di 6–2, 6–4
- È il 1º titolo dell'anno per Jelena Janković, il 12° in carriera.

### Doppio maschile
Marc López /  Rafael Nadal hanno battuto in finale  Daniel Nestor /  Nenad Zimonjić con il punteggio di 7–6(8), 6–3

### Doppio femminile
Květa Peschke /  Katarina Srebotnik hanno battuto in finale  Nadia Petrova /  Samantha Stosur con il punteggio di 6–4, 2–6, 10–5